# Trapelus megalonyx
Trapelus megalonyx es una especie de reptil escamoso del género Trapelus, familia Agamidae. Fue descrita científicamente por Günther en 1864.
Habita en India, Irán, Afganistán y Pakistán.